# Wrathchild
Wrathchild (a veces conocido como Wrathchild UK en los Estados Unidos debido a un conflicto de nombres con Wrathchild América) es una banda de heavy metal inglés. Formado en 1980, el grupo era una banda a principios del género glam metal, partiendo casi al mismo tiempo como bandas del género como Mötley Crüe.
En su país de origen, la especialidad de la banda estaba en su D.I.Y. estética (común para muchas bandas de NWOBHM ), sobre las demostraciones de la etapa superior, y la imagen llamativa. Durante sus primeros días, que jugarían a menudo en los bares, pero aún confeti de segunda mano, pirotecnia, y vestida en engranaje del glam metal completo, incluyendo sus botas de plataforma de marcas y grandes y el pelo embromado.

## Historia
Wrathchild se formó en 1980 en Evesham, Inglaterra por Marc Ángel y Philip Vokins. Se reclutaron a Rocky Shades de la voz principal, y Brian Parry en la batería. Phil Vokins dejó en 1981 para unirse a Bill Ward (Black Sabbath) en América con la nueva banda Max Havoc, y Brian Parry lo dejó, también.
La banda agregó dos miembros de la banda Medusa; al guitarrista Lance Rocket y el batería Eddie Star, que se convirtió en la banda de pilares y completó la tan reconocida [de acuerdo a quién?] sobre la parte superior alineación para una década de giras y grabaciones.
Después de lanzar una serie de demos, como Mascara Massacre en 1982, la banda se le ofreció un contrato de grabación por los expedientes de Bullet. En esta etiqueta el grupo sacó su primer lanzamiento oficial en 1983, un EP llamado Stackheel Strutt.
En 1984, la banda grabó y lanzó su primer álbum de estudio, Stakk Attakk. Sería desovar dos sencillos; una versión del clásico de Gary Glitter Alrite With The Boyz y Trash Queen.
Por desgracia, al igual que Wrathchild se convirtió en éxito, se encontraron envueltos en problemas contractuales con su etiqueta, Heavy Metal Records. RCA Records, un sello grande, intentó sin éxito firmar con la banda de Heavy Metal Records en un esfuerzo para liberarlos de su contrato. Mientras tanto, el grupo lanzó una compilación de videollamada War Machine en 1984.
Después de la solución del conflicto con Heavy Metal Records, casi cuatro años después, la banda lanzó su segundo álbum, The Biz Suxx, en 1988. El álbum tuvo un sencillo, Nukklear Rokket, que tenía un video promocional que fue producido por Bruce Dickinson de Iron Maiden. Bruce toca el manifestante en el video, mientras que el rendimiento fue filmado en el aparcamiento en su casa de Chiswick. Ron Kennedy dirigió y editó el video, además de aparecer como el profesor loco. Antes Steve era el cámara.
El tercer y último álbum de estudio de la banda, Delirium, fue puesto en libertad poco después, en 1989. Se contó con Steve Grimmet, vocalista de Grim Reaper en los coros. Poco después del lanzamiento, Rocky Shades dejó para unirse a la banda de punk Discharge y con el inicio de grunge, Wrathchild se separó.
En 2005 Marc Ángel y Eddie Satr volvió a reunirse junto con el guitarrista original de Phil 'Wrathchild' Vokins y reclutados cantante Gaz 'Psychowrath' Harris, exintegrante de la banda reconocimiento más allá. Esta nueva formación fue bajo el nombre Psychowrath hasta 2009, y luego adquirió las marcas para Wrathchild y Wrathchild UK y volvió a usar su nombre original Wrathchild. Ellos han jugado varios conciertos entre 2005 y 2009.

## Wrathchild & Psychowrath
Marc Ángel , Eddie Star, y Phil Vokins , con su nuevo cantante Gaz Harris comenzaron una banda en 2005 llamada Psychowrath. En 2009 adquirieron las marcas para Wrathchild y Wrathchild UK y revirtieron el nombre Wrathchild y liberados.
Marc Ángel explicó en una entrevista lo importante que el nombre  Wrathchild" es para ellos : "Me pasé toda mi juventud armar y la propagación de la banda conocida en todo el mundo como el poderoso Wrathchild. Wrathchild como colectivo es único, hemos forjado toda una escena glam metal nuevo cargo mío y de Eddie Star.
Stakkattakktwo fue elegido como el mejor álbum de 2011 por la encuesta ambos Grande-Rock.com y los lectores del sitio. 
En agosto de 2013 Gaz Harris y Wrathchild se separaron. Gaz se unió a Gypsy Pistoleros. A partir del presente, Wrathchild no tiene un vocalista líder.

## Discografía

### Álbumes de estudio
- Stakk Atrakk (1984)
- Trash Queens (1985)
- The Biz Suxx (1988)
- Delirium (1989)
- Stakkattakktwo (2011)

## EP
- Stackheel Strutt (1983)

## Singles
- Do You Want My Love? (1982)
- Alrite with the Boyz (1984)
- Trash Queen (1984)
- (Na Na) Nukklear Rokket" (1988)

## Demos
- Mascara Massacre (1982)

## DVD/Álbum
- Live In London/War Machine (1984)